# Paktia
Paktia è una provincia dell'Afghanistan di 551 987 abitanti, che ha come capoluogo Gardez. Confina con la provincia di Lowgar a nord, con il Pakistan a est, con le province di Khowst a sud-est, di Paktika a sud e di Ghazni a ovest.

## Suddivisioni amministrative
La provincia è suddivisa in 11 distretti:

Distretti di Paktia.

- Ahmadabad
- Chamkani
- Dand Wa Patan
- Gardez
- Jaji
- Jani Khail
- Lazha Ahmad Khel
- Sayed Karam
- Shwak
- Wuza Zadran
- Zurmat